# Ajdabiya
Ajdabiya (Arabisch: إجدابيا), ook gespeld als Ajdabiyah, Adzjedabia, Agedabia of Egdabya, is een stad en de hoofdplaats van de gemeente Al Wahat in Libië. De stad had in 2010 een inwonertal van 76.968. De stad bevindt zich op 154 kilometer ten zuiden van Benghazi en 12 kilometer uit de kust. Op 87 kilometer ten westen van Ajdabiya ligt de oliehaven Marsa el-Brega. De haven van Ajdabiya zelf is Suitina (Arabisch voor "olijfboompje"). 70% van de bevolking van Ajdabiya behoort tot de bedoeïnenstam al-Magharba.

## Geboren
- Khalifa Haftar (1943), militair